# Zdeněk Hrabě
Zdeněk Hrabě (25. července 1941 Kladno – 1. ledna 2021) byl český hokejista, útočník.

## Hokejová kariéra
V lize hrál za TJ SONP Kladno (1966–1975), nastoupil ve 467 ligových utkáních, ve kterých dal 154 gólů. S Kladnem získal v roce 1975 mistrovský titul. Za Kladno hrál v letech 1962–1975, odehrál 747 utkání a dal 330 gólů.

## Klubové statistiky
| Sezona    | Klub           | Soutěž  | Základní část | Základní část | Základní část | Základní část | Základní část |
| Sezona    | Klub           | Soutěž  | Z             | G             | A             | B             | TM            |
| --------- | -------------- | ------- | ------------- | ------------- | ------------- | ------------- | ------------- |
| 1966/1967 | TJ SONP Kladno | 1. liga | 30            | 12            | 5             | 17            | 14            |
| 1967/1968 | TJ SONP Kladno | 1. liga | 30            | 9             | 5             | 14            | 39            |
| 1968/1969 | TJ SONP Kladno | 1. liga | 34            | 11            | 7             | 18            | 12            |
| 1969/1970 | TJ SONP Kladno | 1. liga | 36            | 10            | 7             | 17            | 30            |
| 1970/1971 | TJ SONP Kladno | 1. liga | 33            | 10            | 8             | 18            | 17            |
| 1971/1972 | TJ SONP Kladno | 1. liga | 36            | 11            | 13            | 24            | 44            |
| 1972/1973 | TJ SONP Kladno | 1. liga | 33            | 5             | 7             | 12            | 18            |
| 1973/1974 | TJ SONP Kladno | 1. liga | 43            | 21            | 13            | 34            | 13            |
| 1974/1975 | TJ SONP Kladno | 1. liga | 15            | 0             | 1             | 1             | 2             |